# Segno di Macewen
Il segno di Macewen o segno Macewen è un segno utilizzato per aiutare a diagnosticare idrocefalo (un eccesso di liquido cerebrospinale) e ascessi cerebrali.
La percussione del cranio vicino alla giunzione delle ossa frontale, temporale e parietale produce crepitazione ossea. Il test positivo è un'indicazione di suture separate; ciò è dovuto all'aumento della tensione intracranica.
Il segno fu scoperto e descritto da sir William Macewen (1848-1924), un chirurgo e professore dell'Università di Glasgow, in Scozia, che descrisse anche l'operazione di Macewen per l'ernia inguinale.